# 北海区

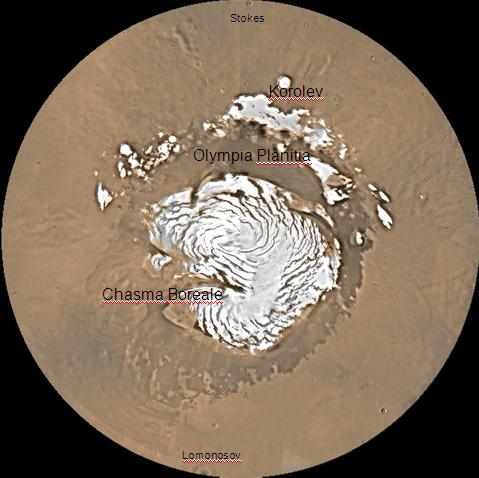
北海区

北海区（英語：Mare Boreum quadrangle）是美国地质调查局太空地质学研究计划（Astrogeology Research Program）对火星表面划分的30个区域之一，编号为MC-1。其名称源于火星北极高原的旧名，这是一处被冰帽所覆盖的高原。北海区的范围包括火星表面北纬65°以上的所有区域。